# キムラフーズ
株式会社キムラフーズとは、福岡県飯塚市に本社を持つ株式会社である。

## 概要
1927年（昭和2年）、木村製菓として創業。1955年（昭和30年）に、合名会社木村製菓となる。
1986年（昭和61年）に、株式会社ヒカリを創設。1997年（平成9年）に、株式会社ヒカリはキムラフーズに名を変え、木村製菓の製造・販売部門を引き継いだ。
合名会社木村製菓は現在も存続しており、キムラフーズ所有の不動産を管理している。

## 商品
和菓子やゼリーなどを販売・製造している。甘納豆が主力商品である。

## 不祥事
2017年2月、キムラフーズに勤める社員が月給を5万円減額すると通告される。社員が異議を唱えると、代表は当該社員の月給を7万円を減額した。また、当該社員が仕事のミスをすると、代表らは暴言・暴行を加えた。
2019年4月、福岡地裁は給与引き下げを「無効」と判断、慰謝料として計70万円の支払いを命じた。暴行や発言については「侮辱的な言葉や威圧的な言動を繰り返し、人格権を侵害した」と判定した。